# ماتياس مارتينيز
ماتياس مارتينيز (بالإسبانية: Matías alex)‏ (24 مارس 1988 بريسيستينسيا في الأرجنتين - ) هو لاعب كرة قدم أرجنتيني في مركز الدفاع. لعب مع أرجنتينوس جونيورز ونادي راسينغ ونادي سبورتينغ كريستال ونادي سيينا ونادي لانوس.

## وصلات خارجية
- ماتياس مارتينيز على موقع إي إس بي إن إف سي (الإنجليزية)
- ماتياس مارتينيز على موقع قاعدة بيانات كرة القدم.إي يو (الإنجليزية)
- ماتياس مارتينيز على موقع Soccerway.com (الإنجليزية)
- ماتياس مارتينيز على موقع AS.com (الإسبانية)